# Деле Айенугба
Деле Айенугба (англ. Dele Aiyenugba, нар. 20 листопада 1983, Джос) — нігерійський футболіст, воротар клубу «Квара Юнайтед».
Виступав, зокрема, за клуб «Еньїмба», а також національну збірну Нігерії.

## Клубна кар'єра
У дорослому футболі дебютував 1999 року виступами за команду клубу «Квара Юнайтед», в якій провів один сезон.
Своєю грою за цю команду привернув увагу представників тренерського штабу клубу «Еньїмба», до складу якого приєднався 2001 року. Відіграв за команду з Аби наступні шість сезонів своєї ігрової кар'єри.
До складу клубу «Бней-Єгуда» приєднався 2007 року. Відтоді встиг відіграти за тель-авівську команду 229 матчів в національному чемпіонаті.

## Виступи за збірну
У 2005 році дебютував в офіційних матчах у складі національної збірної Нігерії. Наразі провів у формі головної команди країни 16 матчів.
У складі збірної був учасником Кубка африканських націй 2006 року в Єгипті, на якому команда здобула бронзові нагороди, Кубка африканських націй 2008 року у Гані, чемпіонату світу 2010 року у ПАР, Кубка африканських націй 2010 року в Анголі, на якому команда здобула бронзові нагороди.

## Титули і досягнення
- Бронзовий призер Кубка африканських націй (2): 2006, 2010
- Чемпіон Нігерії (4): 2002, 2003, 2005, 2007
- Володар Кубка Нігерії: 2005
- Володар Суперкубка Нігерії: 2003
- Переможець Ліги чемпіонів КАФ (2): 2003, 2004
- Володар Суперкубка КАФ (2): 2004, 2005

## Особисте життя
Його син, Даніель Айенугба, також є воротарем.